# Fieltro (indumentaria)

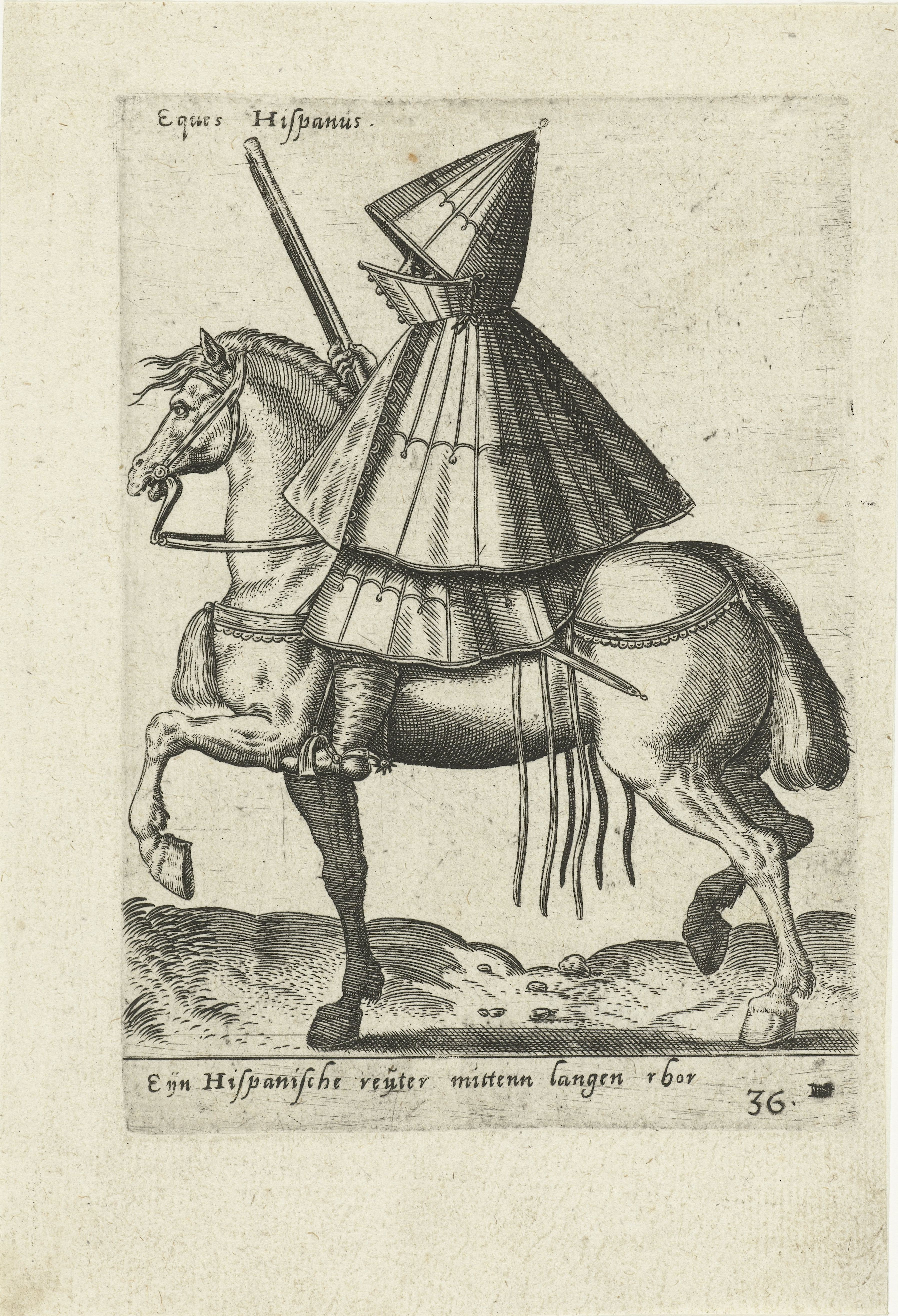
Caballero español con fieltro de lluvia; 1577

Se conocía como fieltro durante los siglos XVI y XVII a una prenda de vestir que servía para protegerse de la lluvia y que hacía la función de impermeable. Sebastián de Covarrubias en su diccionario lo define así «Fieltro. Capa aguadera de lana no tejida sino incorporada con la fuerza de agua caliente, lejía o goma, con que la van tupiendo.» Estas prendas Tomaron el nombre de fieltro porque los primeros ejemplares se hicieron con este tejido. Estaban forrados de fustán, bayeta y a veces incluso seda y solían tener un cuello de terciopelo. El fieltro llevaba capucha y algunos modelos estaban cortados en forma de capa. La prenda fue evolucionando en cuanto al tejido con que se fabricaban y así surgieron los modelos de grana, vicuña y a veces una tela especial que se enceraba. Pero nunca se abandonó el verdadero y original tejido de fieltro. Los colores elegidos fueron por lo general el blanco, el rojo y el negro. Los señores de una cierta categoría utilizaban el fieltro especialmente en los viajes y también sus lacayos y cocheros, expuestos a las inclemencias del tiempo. La diferencia entre unos y otros consistía en que los adornos podían ser más o menos lujosos.

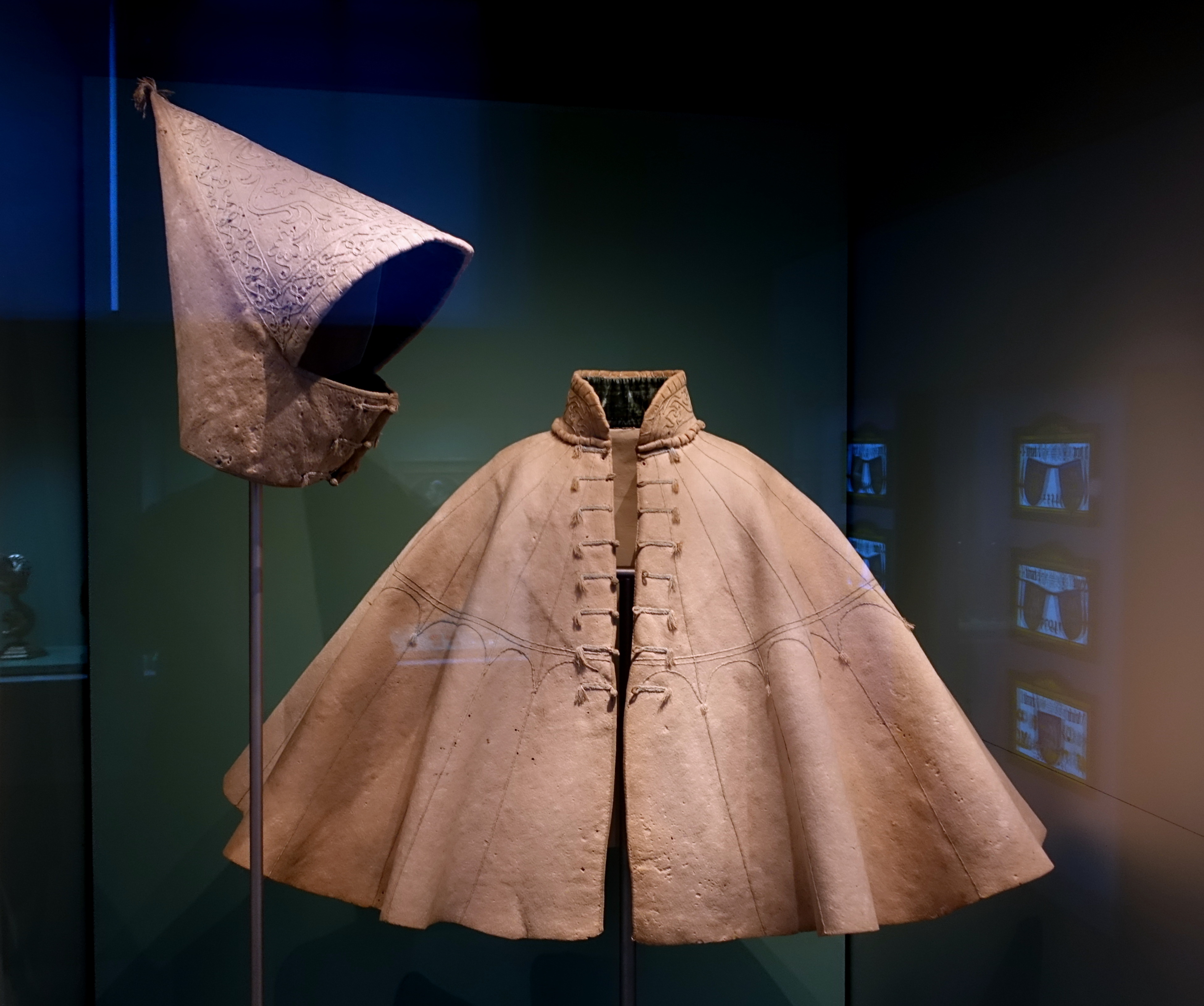
Fieltro español que se exhibe en el Museo Nacional de Nuremberg

Los poetas del Siglo de Oro dan testimonio de esta prenda en numerosos pasajes. Lope de Vega en su obra de 1635 Amar, servir y esperar lo describe poéticamente en el acto III:
- [...] retirado a unas encinas,
- que me sirvieron de capa
- haciendo fieltro a mis hombros
- la defensa de las ramas

## Inventario
Se conoce el uso y la forma del fieltro gracias a las descripciones de los escritores y al testimonio de los pintores; también se ha conservado algún ejemplar a lo largo de los siglos. Sin olvidar la gran fuente de información que se consigue en los inventarios de los archivos tanto privados como oficiales. Se encuentran inventarios en las Cédulas Reales, Ordenanzas, Mayorazgos, Capitulaciones matrimoniales, Tasaciones, además de lo encontrado en la CODOIN (Colección de Documentos Inéditos para la Historia de España). Sin olvidar el AHN (Archivo Histórico Nacional) que es una fuente de gran riqueza.
Aunque haya muchos otros se pueden dar algunos ejemplos como testimonio:
- Dos fieltros blancos de lacayos. Se citan en el inventario de bienes de la duquesa de Feria (1593), AHN (Osuna), leg. 234, núm. 41, IV.
- Un fieltro con sus faldones encarnado guarnecido con alamares y molinillos de oro y plata forrado en tabí de seda de colores (tafetán de seda prensado). Se cita en el inventario de bienes del duque de Béjar. AHN (Osuna), leg. 234, núm 41, IV.
- Cuatro fieltros guarnecidos forrados de tafetán de color. Esta información es de 1700 y se cita en el inventario de bienes de don Salustiano del Pozo. Mayorazgo de Quintanadueñas (Burgos), archivo particular de don Juan Echevarría.